# Scaphiophis albopunctatus
Scaphiophis albopunctatus — вид змій родини полозових (Colubridae). Мешкає в Африці на південь від Сахари.

## Поширення і екологія
Scaphiophis albopunctatus мешкають в Гвінеї, Кот-д'Івуарі, Гані, Того, Беніні, Нігерії, Камеруні, Центральноафриканській Республіці, Екваторіальній Гвінеї, Габоні, Республіці Конго, Демократичній Республіці Конго, Судані, Південному Судані, Ефіопії, Уганді, Кенії, Танзанії, Руанді, Бурунді та Анголі. Вони живуть у вологих і сухих саванах і тропічних лісах, на висоті до 1500 м над рівнем моря. Ведуть денний, риючий спосіб життя, більшу частину часу проводять під землею. Живляться дрібними ссавцями, можливо, також яйцями. Відкладають яйця.